# Jean-Jacques Conceição
Jean-Jacques Nzadi Conceição (* 3. April 1964 in Kinshasa) ist ein ehemaliger angolanisch-portugiesischer Basketballspieler.

## Laufbahn
Nach dem Wechsel aus seinem Heimatland nach Portugal wurde Conceiçao mit Benfica Lissabon 1989, 1990, 1991, 1992, 1993, 1994 und 1995 portugiesischer Meister, des Weiteren gewann er mit der Mannschaft fünfmal den Pokalwettbewerb. Der Angolaner zeigte auch im Europapokal der Landesmeister gute Leistungen und empfahl sich damit für einen Wechsel in eine bessere europäische Liga. 1996 wurde er von Limoges CSP aus Frankreich verpflichtet und mit einem Dreijahresvertrag ausgestattet. Mit Unicaja Malaga erreichte Conceiçao 2000 die Endspiele im europäischen Vereinswettbewerb Korać-Cup, verlor das Hinspiel mit seiner Mannschaft hoch und gewann das Rückspiel knapp. Am Ende seiner Laufbahn als Berufsbasketballspieler stand er bei Portugal Telecom Lissabon unter Vertrag und wurde dreimal portugiesischer Meister und zweimal Pokalsieger.
2013 wurde er in die Ruhmeshalle des Basketballweltverbands FIBA aufgenommen. Sein Sohn Jacques wurde ebenfalls Berufsbasketballspieler und Spieler von Benfica Lissabon.

### Nationalmannschaft
Mit Angolas Nationalmannschaft gewann Conceiçao 1989, 1992, 1993, 1995, 1999, 2001 und 2003 die Afrikameisterschaft, 1983 und 1985 holte er Silber und 1997 Bronze. Er nahm mit Angola 1992 und 1996 an den Olympischen Sommerspielen teil. Bei den Spielen 1992 war er mit 17,7 Punkten je Begegnung bester Korbschütze der angolanischen Auswahl. Im Spiel um den neunten Platz kam es bei Olympia 1992 in Folge eines Ellenbogenschlags Conceiçaos gegen den Spanier Santiago Aldama zu einer Massenschlägerei. 1986, 1990 und 1994 nahm er an Weltmeisterschaften teil.